# Кератри, Эмиль
Эмиль Кератри (фр. Émile, comte de Kératry, 24 марта 1832, Париж — 6 апреля 1904) — французский писатель и политический деятель, сын Огюста Кератри.

## Биография
Принимал участие в африканской (1835) и мексиканской 1862—67 кампаниях, был адъютантом маршала Базена.
Выйдя в отставку, Кератри наделал много шума своими статьями о Мексике в «Revue contemporaine», послужившими исходным пунктом для нападок оппозиции на правительство и на Базена и создавших массу неприятностей издателю журнала Калонну.
В 1869 году выбран был депутатом и занял видное место в рядах оппозиции. Он настоял на возвращении в национальные архивы документов, изъятых оттуда в силу династических соображений, и предложил изменить закон о выборах. После революции 4 сентября он был назначен префектом полиции; своё короткое пребывание в этой должности он ознаменовал уничтожением государственной полиции, преобразованием городской полиции, содействием бегству императрицы и принцев; представив затем проект уничтожения префектуры полиции, он встретил сильный отпор и оставил должность.
Назначенный командиром территориальной армии в Бретани, он организовал прекрасное ополчение из местных моряков, но вследствие недоразумений с администрацией должен был отказаться от своего поста. При Тьере Кератри недолго был префектом. Как представитель Общества литераторов (Société des Gens de lettres), ездил в Америку и в Россию для заключения литературной конвенции.